# По взаимному согласию
«По взаимному согласию» (англ. Consenting Adults) — американский художественный фильм 1992 года, режиссёра Алана Пакулы.

## Сюжет
Теглайн фильма: Не желай жены ближнего своего (англ. Thou shalt not covet thy neighbor's wife).
Переехав в новый район, супружеская пара знакомится с новыми соседями. После ужина в ресторане сосед предлагает главному герою обменяться жёнами.

## Критика
Фильм получил в основном негативные отзывы критиков. В настоящее время он имеет рейтинг 27% на Rotten Tomatoes. Джин Сискел и Роджер Эберт резко разошлись во мнениях о фильме: Сискел считал произведение удручающим, подлым и не имеющим хорошо развитых персонажей; Эберт говорил, что это хороший триллер с интересными персонажами.

## В ролях
| Актёр                      | Роль              |
| -------------------------- | ----------------- |
| Кевин Клайн                | Ричард Паркер     |
| Мэри Элизабет Мастрантонио | Присцилла Паркер  |
| Кевин Спейси               | Эдди Отис         |
| Ребекка Миллер             | Кэй Отис          |
| Форест Уитакер             | Дэвид Даттонвилль |
| Э. Г. Маршалл              | Джордж Гордон     |